# Coreia do Sul nos Jogos Olímpicos de Inverno de 1988
A Coreia do Sul competiu nos Jogos Olímpicos de Inverno de 1988, realizados em Calgary, Canadá.